# Нонакарбонилрутений
Нонакарбонилрутений — неорганическое соединение, 
карбонильный комплекс рутения с формулой Ru2(CO)9,
оранжевые кристаллы,
растворяется в воде.

## Получение
- Разложение пентакарбонилрутения под действием ультрафиолета:

{\displaystyle {\mathsf {2Ru(CO)_{5}\ {\xrightarrow {h\nu }}\ Ru_{2}(CO)_{9}+CO\uparrow }}}
- Разложение пентакарбонилрутения  при нагревании:

{\displaystyle {\mathsf {Ru(CO)_{5}\ {\xrightarrow[{-CO}]{50^{o}C}}\ Ru_{2}(CO)_{9},Ru_{3}(CO)_{12}}}}

## Физические свойства
Нонакарбонилрутений образует оранжевые кристаллы.
Растворяется в воде, ацетоне, хлороформе, бензоле.

## Химические свойства
- Реагирует с иодом:

{\displaystyle {\mathsf {Ru_{2}(CO)_{9}+2I_{2}\ {\xrightarrow {}}\ 2Ru(CO)_{2}I_{2}+2CO}}}
- Реагирует с монооксидом азота:

{\displaystyle {\mathsf {Ru_{2}(CO)_{9}+10NO\ {\xrightarrow {}}\ 2Ru(NO)_{5}+9CO}}}